# Nazionale femminile di calcio dell'Egitto
La nazionale di calcio femminile dell'Egitto è la rappresentativa calcistica femminile internazionale dell'Egitto, gestita dalla locale federazione calcistica (EFA).
In base alla classifica emessa dalla FIFA il 15 marzo 2024, la nazionale femminile occupa il 94º posto del FIFA/Coca-Cola Women's World Ranking.
Come membro della Confédération Africaine de Football (CAF), partecipa a vari tornei di calcio internazionali, come al Campionato mondiale FIFA, alla Coppa delle nazioni africane femminile, ai Giochi olimpici estivi e ai tornei a invito. Oltre alla CAF, come le altre nazionali di calcio che rappresentano la Tunisia negli incontri internazionali, è membro dell'Union of North African Football Federations (UNAF), che riunisce i Paesi nordafricani, e della Union of Arab Football Associations (UAFA), che riunisce i Paesi arabi. Ha giocato la fase finale di due edizioni della coppa delle nazioni africane, venendo sempre eliminata nella fase a gruppi.

## Storia
Nel 1998 la nazionale egiziana partecipò per la prima volta alle qualificazione al campionato africano, superando l'Uganda e accedendo alla fase finale del torneo. Sorteggiata nel gruppo A assieme a Nigeria, RD del Congo e Marocco, perse tutte e tre le partite e venne eliminata dalla manifestazione. Negli anni successivi la squadra non prese parte ad alcune edizioni, mentre in altre perse nel corso delle qualificazioni. Tornò a disputare la fase finale della Coppa delle nazioni africane nell'edizione 2016 dopo aver superato nelle qualificazioni prima la Libia e poi la Costa d'Avorio grazie alla regola dei gol fuori casa. Inserita nel gruppo A con Camerun, Sudafrica e Zimbabwe, l'Egitto concluse il raggruppamento al terzo posto dopo aver battuto lo Zimbabwe e perso le altre due partite, venendo così eliminato.
Dopo essere rimasta inattiva per diversi mesi e aver rinunciato alla partecipazione alla Coppa delle nazioni africane 2018, la nazionale egiziana prese parte nel 2021 alla seconda edizione ufficiale della Coppa araba femminile, ospitata proprio in Egitto. La squadra superò da prima classificata il proprio raggruppamento, ma venne sconfitta in semifinale dalla Giordania, che poi vinse la competizione. Nello stesso anno venne eliminata al primo turno delle qualificazioni alla Coppa delle nazioni africane 2022 dalla Tunisia.

## Partecipazione ai tornei internazionali
Legenda: Grassetto: Risultato migliore, Corsivo: Mancate partecipazioni